# Prion

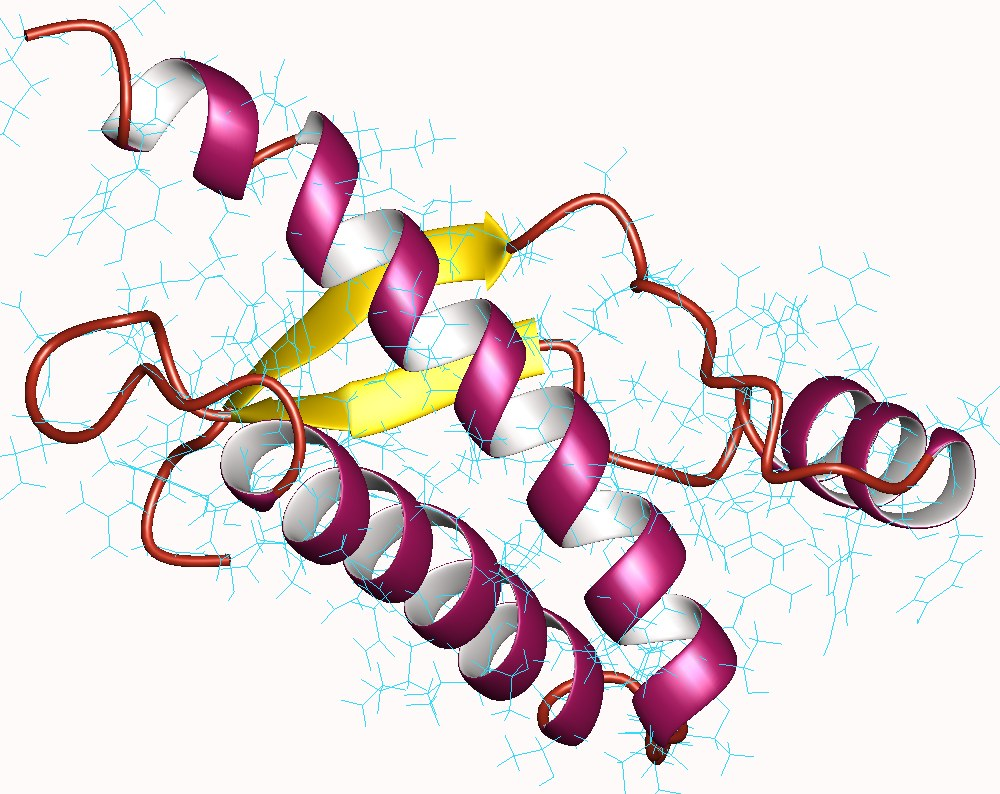
Prion (fragment), Human

A prionok fehérjetermészetű fertőző ágensek. A gazda azonos fajtájú fehérjéit képesek magukhoz hasonlóan hibás térszerkezetűvé alakítani, így újabb prionokat létrehozni. A prionfertőzést Daniel C. Gajdusek professzor fedezte fel az 1960-as években (a kuru kapcsán), és Nobel-díjjal tüntették ki 1976-ban. Helyes értelmezése és magának a prionnak az 1982-es felfedezése Stanley B. Prusiner professzornak köszönhető (szintén Nobel-díjat kapott 1997-ben). A tudomány jelenlegi állása szerint prion okozza a szarvasmarhák szivacsos agyvelőelfajulását (angolul: Bovine spongiform encephalopathy) (BSE), amelyet tévesen kergemarhakórnak neveznek, és már macskák esetében is leírták (FSE), a nyércek ún. Aleuti betegségét, a juhok surlókórját (scrapie), az emberi Creutzfeldt–Jakob-szindrómát és a Pápua Új-Guineai "foré" törzs bennszülötteinél honos „nevető halál”-t, a kurut.
Ha a hús hevítése nem kellő hőfokon történik, akkor ez a fehérje nem denaturálódik, és továbbra is fertőző marad. Ez történhetett Angliában, mikor surlókórban elhullott juhok teteméből készítettek húslisztet a marháknak, és a húst az eljárás során nem hőkezelték az előírás szerinti mértékben. Bizonyos szerzők szerint viszont a hőkezelés sem megoldás, mivel a prionfehérjék 300 Celsius-fok felett is megőrzik a szerkezetüket.

## A prionok kialakulása
A fehérjék egy szabályosan ismétlődő elemekből álló molekuláris gerinchez, az ún. peptidgerinchez kapcsolódó aminosavak láncolatából álló makromolekulák. Az aminosavak egymással is kölcsönhatásokat alakítanak ki, így a fehérjék vizes oldataikban (tehát például az emberi testben) önmagukba csavarodva kusza „gombolyag” alakját veszik fel. Ezt a gombolyagot a fehérjék harmadlagos szerkezetének nevezzük. A gombolyag kialakulása azonban nem véletlenszerű. Ha feltételezzük, hogy egyenes „láncra” bontott, aminosavsorrendjüket tekintve megegyező fehérjéket vizes oldatba helyeznénk, azt tapasztalnánk, hogy mindegyik pontosan ugyanolyan „gombolyagba”, harmadlagos szerkezetbe csavarodna össze. (Vagyis például mindegyikben a 23. és a 142., az 5. és a 49. stb. aminosav „láncszem” között létesülne kapcsolat.) Ennek a meghatározottságnak az oka az, hogy a kialakuló harmadlagos szerkezet mindig a lehető legkedvezőbb energiaviszonyokkal rendelkező fehérjeszerkezetnek felel meg.
Lehetséges azonban bizonyos esetekben, hogy a fehérje általánosan kialakuló harmadlagos szerkezeténél létezne még kedvezőbb energiaviszonyokkal rendelkező szerkezet, ennek felvételéhez azonban egy olyan kedvezőtlen helyzeten kellene áthaladni „felcsavarodás” közben az adott fehérjének, hogy ez a még kedvezőbb helyzet a gyakorlatban elenyészően kis valószínűséggel (gyakorlatilag sohasem) valósul meg. A prionok nem mások, mint a szervezetben megtalálható valamely fehérje ilyen módosulatai, a véletlen művei. A balszerencsés fordulatok azonban még nem érnek véget, hiszen ha a prion csupán egyetlen fehérje energetikailag kedvezőbb módosulata lenne, akkor a betegség nem lenne fertőző.
A szervezetek fehérjéi közül soknak szerepe az, hogy valamilyen kémiai folyamatot katalizáljanak a testben. Ezeket enzimeknek nevezzük. A prionok egy adott fehérje olyan, energetikailag kedvezőbb harmadlagos szerkezetű módosulatai, melyek saját, a testben is megtalálható, energetikailag kedvezőtlenebb módosulataikat magukhoz hasonló prionná alakító enzimként viselkednek. Tehát a prionok kialakulásánál nem elég az, hogy egy fehérje kedvezőbb harmadlagos szerkezetbe „lendüljön” véletlenül: ennek az új szerkezetnek olyannak kell lennie, hogy kölcsönhatásaiban pontosan ezt a nagyon kis valószínűségű „átlendülést” katalizálja az eredeti fehérjéknél. Bármennyire valószínűtlennek is tűnik az ilyen véletlen bekövetkezése, az élővilágban rendelkezésre álló idő, tér és egyedszám miatt mégis bekövetkezhet, mint ahogyan be is következett.

## A prionfertőzés hatásai
A prionok saját, testben is megtalálható fehérjepárjaikat önmagukkal azonos szerkezetűvé alakító enzimek. Az átalakított fehérjék térszerkezete megváltozik, ezután az adott fehérje nem képes ellátni a testben végzett feladatait, ehelyett további fehérjéket alakít prionná, így a fertőzés kaszkádszerűen terjed. A károsodás az adott fehérje pontos funkciójától függően eltérő súlyosságú élettani következményekkel járhat. Mivel azonban a fehérjék nagy részének többféle vagy akár minden egyes sejtben van valamilyen feladata, a prionfertőzés az egész szervezetre kiterjedő, általános leépüléssel jár. Minthogy ilyenkor egy adott fehérjefajta fokozatosan eltűnik a szervezetből, lehetséges, hogy a test reakciója az adott fehérje fokozott termelése lesz, s ez további súlyos szövődményeket okozhat (például a sejtek halálához vezethet a bennük túlzott mértékben felszaporodó fehérje, ozmotikus egyensúlyok borulhatnak fel stb.). Fertőzés könnyen lehetséges különböző fajok között is, mivel a test sok fehérjéje nem fajspecifikus: az adott faj közeli rokon fajaiban, de akár az élővilág legkülönbözőbb egyedeiben is létezhet, sőt hasonló feladatot láthat el.

## Feltételezett elterjedési története
Legősibb prionfertőzésnek a kurut („nevető halál”) tartják, mely a felmenők agyának megevése folytán terjedt bennszülöttek nemzedékein át Új-Guineában. A bizarr elnevezés a haldokló beteg arca grimasszerű eltorzulásainak köszönhető. Tudni kell továbbá, hogy a pápuák előszeretettel fogyasztották el legyőzött társaik testét (kannibalizmus), méghozzá nyersen. Mindez elősegítette a fertőzés elterjedését egész Pápua Új-Guineában. Valószínűleg itt a prionfehérje valamely főleg az agyban található fehérje módosulata volt. Ezt tanúsítják a kuru tünetei is. Tőlük a misszionáriusok hozták Európába az ekkor már Creutzfeld-Jakob szindrómának keresztelt betegséget. Itt talán a juhászok közreműködésével terjedt át a juhokra (Magyarországon már a múlt század ötvenes éveiben megfigyelték és leírták, sőt filmfelvétel is készült a beteg állatokról), kecskékre, majd húsliszt formájában a szarvasmarhákra.

## A prion mint fertőző ágens különlegessége
A prionok – a kórokozók egyéb fajtáitól, baktériumoktól, állati egysejtűektől, férgektől eltérően – nem tekinthetők élőlénynek. Az élő, definíció szerint, a következőkre képes: szaporodás, öröklődés, változékonyság, szelekció. Vagyis szaporodik, tulajdonságait örökíti, képes a nemzedékeken keresztül a környezetének igényei szerinti változásra, vagyis evolúcióra, melynek során az előnytelen tulajdonságokkal rendelkező egyedek kihalnak (szelekció). (Megjegyzés: a vírusok élőlény voltáról eltérő nézetek alakultak ki, hiszen az itt leírt szempontoknak eleget tesznek, de csak gazdaszervezetben képesek önmagukat reprodukálni, és a változékonyság sem ivaros szaporodás, hanem mutációk eredménye.) A prionok ezeknek a szempontoknak nem tesznek eleget. Szaporodnak ugyan, és örökítik is tulajdonságukat, de semmiképpen sem változhatnak meg a tulajdonságaik, mivel – amint az a fentebb leírtakból is látszik – a fehérjék működése szempontjából rendkívül kényes dolog azok térszerkezete.
A prion éppen ezért semmilyen eddig tapasztalt egyéb kórokozóra nem hasonlít. Ezért okozott hatalmas gondot kezdetben a kuru kórokozójának megtalálása, mely végül a prionok felfedezéséhez vezetett.
A prionok ellen a szervezet mint testidegen anyag ellen esetenként védekezhet, mivel azonban gyakran a szervezet a fehérjéket csak bizonyos rövid, jellegzetes aminosavlánc-szakaszok alapján azonosítja, gondot okozhat az, hogy a prion nagyon hasonló lehet a szervezetben amúgy is megtalálható fehérjéhez. Ilyenkor az immunrendszer nem veszi észre a különbséget, vagyis nem reagál idegen testként a prionra, nem alakul ki immunválasz.

## Külső hivatkozások
- A prionról a Házipatika.com-on
- Prion.lap.hu – linkgyűjtemény